# Ağırdağ
Ağırdağ o Agirda es un pueblo turcochipriota en la isla de Chipre.

## Datos Básicos
Ağırdağ está situado en la ladera sur del cordón de Pentadáctylos, a tres kilómetros del paso de Kyrenia. Esta localidad estuvo, históricamente, habitada exclusivamente por turcos. Estos afirman que Agirda es la versión corrupta de su nombre turco Agirdag que ha estado en uso durante siglos y que significa ""Montañas Pesadas"". Por otra parte, se afirma que el nombre de la aldea de Agridhi, Agridin, Agridakin, Kridhia, etc, son diferentes formas derivadas del griego antiguo Ager, un campo o campos agrícolas, que es muy común en Chipre.

## Conflicto Intercomunal
El pueblo siempre estuvo habitado casi exclusivamente por turcochipriotas. El censo de 1831, reportó 61 personas de esa nacionalidad exclusivamente. Al inicio del siglo había muy pocos cristianos (grecochipriotas) viviendo en el pueblo (1901, de un total de 114 personas, solo 4 eran GC). 
La población de la aldea aumentó constantemente, pasando de 130 en 1891 a 378 en 1960.
Los pobladores originarios no fueron desplazados. Sin embargo, el pueblo sirvió como un centro de acogida para muchos turcochipriotas desplazados en 1963/64. 
De 1964 a 1974, la localidad fue administrativamente parte del enclave turcochipriota de Nicosia. 
En 1971 había aproximadamente 750 turcochipriotas desplazados aún residen en un campamento que se había establecido en 1964 en un área entre Agirdag y Bogaz. La mayoría de ellos provinieron de Kyrenia y pequeñas aldeas tales como Epiktitos / Çatalköy, Kazafani / Ozanköy y Agios Ermolaos / Şirinevler.

## Población Actual
Actualmente, el pueblo está habitado, fundamentalmente, por sus pobladores originales o sus descendientes. Sin embargo, durante los últimos diez años, muchos turcochipriotas de Nicosia y algunos repatriados turcochipriotas desde el Reino Unido también han comprado propiedades y se establecieron en el lugar. 
El censo de 2006 calculó a la población de la aldea en 454.